# Carl Rappe (1797–1880)
Carl Antonsson Rappe, född den 14 oktober 1797 i Växjö, död den 12 oktober 1880 i Köpenhamn, var en svensk friherre och militär. Han var måg till Esaias Tegnér och far till Henrik Rappe. 
Rappe blev student först i Rostock 1811 och i Göttingen 1812, sedan i Uppsala 1814. Han blev sergeant vid Södermanlands regemente 1816 och avlade kansliexamen 1817. Rappe blev fänrik vid Södermanlands regemente sistnämnda år och vid Kronobergs regemente 1818. Han blev löjtnant vid sistnämnda regemente 1826 och kapten där 1836. Rappe befordrades till major vid Norra skånska infanteriregementet 1839 och till överstelöjtnant och förste major där 1846. Han var överste och chef för regementet 1852–1860. Rappe invaldes som ledamot av Krigsvetenskapsakademien 1851. Han blev riddare av Svärdsorden 1841.